# Epipactis placentina
L'elleborina di Piacenza (Epipactis placentina Bongiorni & Grünanger, 1993) è una piccola pianta erbacea perenne dai delicati fiori, appartenente alla famiglia delle Orchidacee.

## Etimologia
Il termine Epipactis si trova per la prima volta negli scritti di Dioscoride Pedanio (Anazarbe in Cilicia, 40 circa - 90 circa) che fu un medico, botanico e farmacista greco antico che esercitò a Roma ai tempi dell'imperatore Nerone. L'origine di questo termine è sicuramente greca, ma l'etimologia esatta ci rimane oscura (qualche testo lo traduce con “crescere sopra”). Sembra comunque che in origine sia stato usato per alcune specie del genere Helleborus. In tempi moderni il nome del genere fu creato dal botanico e anatomista germanico Johann Gottfried Zinn (1727 – 1759), membro tra l'altro dell'Accademia delle Scienze di Berlino, in una pubblicazione specifica sul genere Epipactis nel 1757. 

L'epiteto specifico (placentina) deriva dalla città di “Placentia” (nome latino di Piacenza), provincia nella quale si sono avuti i primi ritrovamenti di questa orchidea.

## Descrizione
È una pianta erbacea perenne alta da 10 a 40 cm. La forma biologica di questa orchidea è geofita rizomatosa (G rizh), ossia è una piante con un particolare fusto sotterraneo, detto rizoma, che ogni anno si rigenera con nuove radici e   fusti avventizi. Queste piante, contrariamente ad altri generi delle orchidee, non sono “epifite”, ossia non vivono a spese di altri vegetali di maggiori proporzioni (hanno cioè un proprio rizoma).

### Radici
Le radici sono secondarie da rizoma; allungate e carnose.

### Fusto
- Parte ipogea: la parte sotterranea consiste in un breve rizoma.
- Parte epigea: la parte aerea è mediamente fogliosa, eretta e robusta a sezione cilindrica. La parte superiore può essere pubescente, mentre quella basale è glabra e rosata.

### Foglie
Le foglie (non più di una decina), a disposizione spiralata, sono distribuite lungo tutto il fusto, sono intere a forma ovato-lanceolata con apice acuto (quelle superiori sono più strette - lanceolate); sono sessili, appena amplessicauli. La lamina è percorsa da diverse nervature longitudinali (lamina quasi scanalata) ed ha i bordi ondulati. Le foglie superiori sono progressivamente più ristrette. Il portamento è arcuato.

### Infiorescenza
L'infiorescenza è un racemo terminale, allungato e lasso con fiori penduli e pedicellati. Alla base del pedicello sono presenti delle brattee erbacee a forma lanceolata. Queste brattee sono di tipo fogliaceo e quelle più basse sono molto simili alle foglie superiori e più lunghe dei fiori, mentre quelle superiori sono progressivamente più piccole; tutte sono pendule come i fiori. I fiori sono resupinati, ruotati sottosopra tramite torsione del pedicello.

### Fiore
I fiori sono ermafroditi ed irregolarmente zigomorfi, pentaciclici (perigonio a 2 verticilli di tepali, 2 verticilli di stami, 1 verticillo dello stilo). I fiori sono colorati di rosa-magenta con sfumature verdastre e si presentano poco aperti. Dimensione del fiore: 12 – 18 mm.

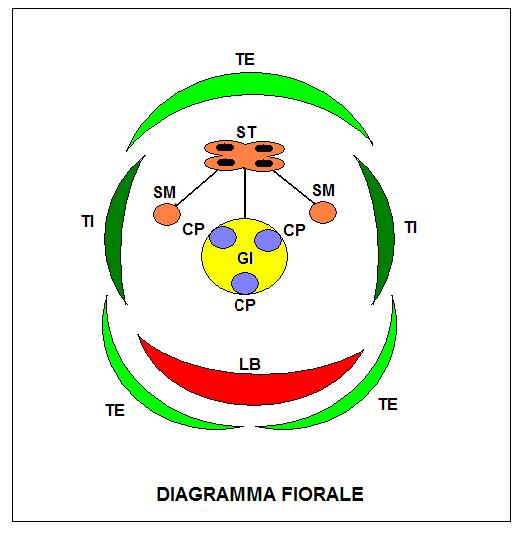

- Formula fiorale: per queste piante viene indicata la seguente formula fiorale:

X, P 3+3, [A 1, G (3)], infero, capsula
- Perigonio: il perigonio è composto da 2 verticilli con 3 tepali ciascuno (3 interni e 3 esterni) di forma ovato-lanceolata, liberi, patenti e ripiegati in avanti. Il primo verticillo (esterno) ha 3 tepali di tipo sepaloide (simili ai sepali di un calice) ed hanno l'apice acuto. Nel secondo verticillo (interno) il tepalo centrale (chiamato “labello”) è notevolmente diverso rispetto agli altri due laterali che si presentano più o meno uguali ai tepali esterni.
- Labello: il labello è diviso in due sezioni; la porzione posteriore del labello (basale, chiamata ipochilo) è concava e stretta, mentre quella anteriore (apicale, chiamata epichilo) è più allargata (quasi a forma triangolare) con apice appuntito a volte rivolto versi l'alto (anche i bordi laterali sono a volte revoluti). La colorazione del labello è rosa chiaro, mentre al centro dell'ipochilo è presente una zona interna colorata di purpureo scuro. Nel mezzo tra l'ipochilo e l'epichilo è presente una strozzatura che collega le due parti. Il labello è inoltre privo di callosità evidenti e non è speronato come in altri generi e l'ipochilo è debolmente nattarifero.

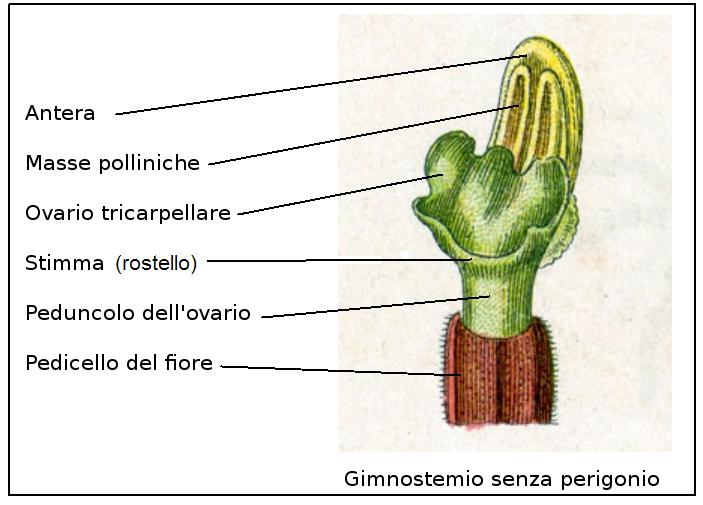
Descrizione del ginostemio

- Ginostemio:  lo stame con la rispettiva antera biloculare è concresciuto con lo stilo e forma una specie di organo colonnare chiamato ginostemio[6]. Il colore di questo organo è fondamentalmente giallo-biancastro nella parte apicale e rosa-chiaro alla base.  Il polline è più o meno incoerente (friabile e polverulento) distribuito su masse cerose polliniche bilobe (una per ogni loculo dell'antera); queste masse sono prive di “caudicole” (filamento di aggancio all'antera). Il rostello in questa pianta è atrofizzato e quindi il viscidio non è funzionante. L'ovario è infero, piriforme-globoso ed è formato da tre carpelli fusi insieme, sorretto da un peduncolo di colore verde.
- Fioritura : da giugno a luglio.

### Frutti
Il frutto è una capsula obovoide (o esagonale) a più coste. Anche le capsule, come i fiori, sono orizzontali o pendule.  Nell'interno sono contenuti numerosi minutissimi semi piatti. Questi semi sono privi di endosperma e gli embrioni contenuti in essi sono poco differenziati in quanto formati da poche cellule. Queste piante vivono in stretta simbiosi con micorrize endotrofiche, questo significa che i semi possono svilupparsi solamente dopo essere infettati dalle spore di funghi micorrizici (infestazione di ife fungine). Questo meccanismo è necessario in quanto i semi da soli hanno poche sostanze di riserva per una germinazione in proprio.

## Riproduzione
In queste piante la riproduzione può avvenire tramite l'impollinazione anche se sono poco nettarifere e il rostello dopo la fioritura non è più vischioso (i vari insetti pronubi frequentano ugualmente questi fiori sperando di trovare del nettare); in effetti le “E. placentine” vengono considerate quasi del tutto autogame.

## Distribuzione e habitat
Questa specie ha un areale Euri-Mediterraneo o Sud-Europeo. È presente in Francia (dipartimenti di Isère e Savoia, Corsica), in Svizzera (cantone dei Grigioni), in Slovacchia e in Italia, dove ha una distribuzione discontinua in tutta la penisola; presente anche in Sicilia orientale, sulle pendici dell'Etna.
L'habitat tipico di questa pianta sono i boschi di vario tipo (schiarite, bordi e margini erbacei, tagli rasi forestali, ecc.) soprattutto di faggete. Il substrato preferito è sia calcareo che calcareo/siliceo con pH neutro e terreno a bassi contenuti nutrizionali piuttosto secco. Si possono trovare da 100 fino a 1400 m s.l.m..

### Fitosociologia
Dal punto di vista fitosociologico la specie di questa voce appartiene alla seguente comunità vegetale:
Formazione: delle comunità forestali
Classe: Carpino-Fagetea
Ordine: Fagetalia sylvaticae

## Tassonomia
Le Orchidaceae è una delle famiglie più vaste della divisione tassonomica delle Angiosperme; comprende 788 generi e più di 18500 specie.  Il genere Epipactis comprende circa 70 specie diffuse in Europa, in Asia e in America, delle quali circa una decina sono spontanee della flora italiana. 

Il Sistema Cronquist assegna la famiglia delle Orchidaceae all'ordine Orchidales mentre la moderna classificazione APG la colloca nel nuovo ordine delle Asparagales. Sempre in base alla classificazione APG sono cambiati anche i livelli superiori (vedi tabella iniziale).

	
Il genere Epipactis, insieme al genere Cephalanthera, appartiene (secondo la suddivisione più in uso tra i botanici) alla sottofamiglia delle Epidendroideae caratterizzata dall'avere lo stame (l'unico fertile) ripiegato sopra il ginostemio e il labello composto da due pezzi distinti: ipochilo e epichilo; e al livello inferiore alla tribù delle Neottieae, una delle varie tribù nelle quali si usa suddividere le orchidee (relativamente alle specie spontanee del territorio italiano).

Il numero cromosomico di E. placentina è: 2n = 38,

### Variabilità
Epipactis placentina si presenta abbastanza variabile dal punto di vista morfologico dipendendo dalle caratteristiche dell'ambiente e dal clima. Esiste una varietà a fiori poco aperti e colorati di rosa-biancastro chiamata:
- Epipactis placentina subsp. robatschiana (Bartolo, D'Emerico, Pulv., Terrasi & Stuto) S.Hertel & Presser (2006);

la cui sistemazione tassonomica è controversa; infatti se per alcuni autori si tratta di una sinonimo della specie nominale, mentre per altri viene considerata addirittura una specie a parte con il nome di:
- Epipactis robatschiana  Bartolo, D'Emerico, Pulv., Terrasi & Stuto.

### Specie simili
In genere tutte le Epipactis sono abbastanza simili nella forma del fiore. Qui ricordiamo alcune specie (tralasciando le varie sottospecie) quali: 
- Epipactis leptochila (Godfery) Godfery - Elleborina a labello sottile: è una specie con labello poco sviluppato.
- Epipactis microphylla (Ehrh.) Swartz. - Elleborina minore: è una specie con poche e piccole foglie.
- Epipactis atrorubens (Hoffm.) Besser - Elleborina violacea: i fiori sono bruno-rosei.
- Epipactis palustris (L.) Crantz – Elleborina palustre: i fiori sono bruno-purpureo tendente al biancastro.
- Epipactis helleborine (L.) Crantz – Elleborina comune: si distingue soprattutto per la larghezza delle foglie.

## Conservazione
La Lista rossa IUCN classifica Epipactis placentina come specie in pericolo di estinzione (Endangered).
È una pianta protetta quindi ne è vietata la raccolta.